# アクアイグニス
アクアイグニス (AQUAIGNIS) は、三重県三重郡菰野町にあるリゾート施設。運営は株式会社アクアイグニス。

## 概要
湯の山温泉にある「癒やし」と「食」をテーマにした複合温泉リゾートで、2012年10月23日にオープンした。
有限会社KATAOKAが経営していた湯の山片岡温泉が新名神高速道路の用地となり隣地に移転することを期に、同じく経営していたいちご農園の卸先であったパティシエの辻口博啓およびイタリアンシェフの奥田政行と共同で事業をはじめた。面積は約49,000m2で、片岡温泉ほか宿泊施設や辻口博啓、奥田政行、笠原将弘といった有名料理人がプロデュースする飲食店が建ち並ぶ。
名称の由来は、ラテン語で水を意味するアクアと火を意味するイグニス、これを対置することによって大地で育まれた温泉、食材、男女を表現したものである。
なお、空気が澄んだ日には、駐車場から中央アルプスや南アルプスが、新名神高速道路の高架橋越しにごくわずかに御嶽山が見える。

## 施設
温泉
- 片岡温泉

食事
- コンフィチュール アッシュ（スイーツ）
- マリアージュ ドゥ ファリーヌ（ベーカリー）
- サーラ ビアンキ アル・ケッチァーノ（イタリアン）
- イル・ケッチァーノ ミエーレ（イタリアン）
- 「笠庵」 賛否両論（和食）
- 露庵温味（和食）

宿泊
- 片岡温泉宿泊棟
- 離れ宿 -杉-
- 離れ宿 -松-
- 離れ宿 -栗-
- 離れ宿 -檜-

その他
- いちご園

## 交通アクセス
- 東名阪自動車道「四日市IC」より国道477号を西へ約15分。
- 新名神高速道路「菰野IC」より国道306号から国道477号経由で約10分。
- 近鉄湯の山線「湯の山温泉駅」より徒歩約8分。
- 近鉄湯の山線「湯の山温泉駅」より三重交通バス「アクアイグニス」バス停下車。
- 名鉄バスセンターより高速バス（名古屋湯の山高速線）「アクアイグニス」バス停下車。

## 関連施設
- 2018年7月、愛知県の知多半島道路・阿久比PA（下り線）、大府PA（上り線）がリニューアルされ、新しくなったレストラン・ショップに出店している[3]。
- 2019年11月、大阪府泉佐野市の関西国際空港の対岸地区、りんくうタウンに「アクアイグニス関西空港」を開業[4]。
- アクアイグニス、イオンタウン、ファーストブラザーズ、ロート製薬の4社からなる合同会社「三重故郷創生プロジェクト」を設立。2021年三重県多気郡多気町に日本最大級の商業リゾート施設「VISON（ヴィソン）」を開業[5][6]。

  - 4月29日、第1期：産直市場・スイーツエリア開業。同日伊勢自動車道と直結する多気ヴィソンスマートインターチェンジ供用開始[7]。
  - 6月05日、第2期：温浴施設・木育エリア開業
  - 7月20日、第3期：宿泊施設・食のエリア・農園エリアほか、全施設グランドオープン[8]。
- 2021年6月12日、埼玉県吉川市のイオンタウン吉川美南内に「アクアイグニス吉川美南」が関東に初オープン[9]。
- 2022年4月21日、宮城県仙台市に「アクアイグニス仙台」が開業[10]。
- 2022年7月13日、兵庫県淡路市に「アクアイグニス淡路島」がオープン[11]。